# I'll Be There (The Jackson 5)
I'll Be There is een nummer geschreven door Hal Davis, Berry Gordy, Willie Hutch en Bob West. De eerste die er succes mee had, was The Jackson 5 in 1970. In 1992 kwamen Mariah Carey en Trey Lorenz met een succesvolle cover, welke voor twee Grammy Awards werd genomineerd.

## The Jackson 5
De eerste versie van de Amerikaanse popgroep The Jackson 5 werd als single uitgegeven in 1970. In hetzelfde jaar stond het als eerste track op het album The Third Album. Het origineel was geproduceerd door Hal Davis. Het is de meest verkochte single van The Jackson 5, waar alleen al in de Verenigde Staten er meer dan vier miljoen kopieën verkocht waren. In de hitlijsten was het ook het meest succesvol in de Verenigde Staten, waar het vijf weken lang op de eerste plek stond. Het stond ook hoog in het Verenigd Koninkrijk, op de vierde positie. In Nederland was het te vinden op de 16e plek in de Top 40 en op de 18e plek in de Hilversum 3 Top 30.

### Hitnotering

#### Nederlandse Top 40
| Hitnotering: 07-11-1970 t/m 12-12-1992 | Hitnotering: 07-11-1970 t/m 12-12-1992 | Hitnotering: 07-11-1970 t/m 12-12-1992 | Hitnotering: 07-11-1970 t/m 12-12-1992 | Hitnotering: 07-11-1970 t/m 12-12-1992 | Hitnotering: 07-11-1970 t/m 12-12-1992 | Hitnotering: 07-11-1970 t/m 12-12-1992 | Hitnotering: 07-11-1970 t/m 12-12-1992 |
| Week                                   | 1                                      | 2                                      | 3                                      | 4                                      | 5                                      | 6                                      |                                        |
| -------------------------------------- | -------------------------------------- | -------------------------------------- | -------------------------------------- | -------------------------------------- | -------------------------------------- | -------------------------------------- | -------------------------------------- |
| Nummer                                 | 38                                     | 29                                     | 20                                     | 16                                     | 19                                     | 32                                     | uit                                    |

#### Hilversum 3 Top 30/Single Top 100
| Hitnotering week 1 t/m 5: 14-11-1970 t/m 12-12-1970 Hitnotering week 6 t/m 10: 04-07-2009 t/m 01-08-2009 | Hitnotering week 1 t/m 5: 14-11-1970 t/m 12-12-1970 Hitnotering week 6 t/m 10: 04-07-2009 t/m 01-08-2009 | Hitnotering week 1 t/m 5: 14-11-1970 t/m 12-12-1970 Hitnotering week 6 t/m 10: 04-07-2009 t/m 01-08-2009 | Hitnotering week 1 t/m 5: 14-11-1970 t/m 12-12-1970 Hitnotering week 6 t/m 10: 04-07-2009 t/m 01-08-2009 | Hitnotering week 1 t/m 5: 14-11-1970 t/m 12-12-1970 Hitnotering week 6 t/m 10: 04-07-2009 t/m 01-08-2009 | Hitnotering week 1 t/m 5: 14-11-1970 t/m 12-12-1970 Hitnotering week 6 t/m 10: 04-07-2009 t/m 01-08-2009 | Hitnotering week 1 t/m 5: 14-11-1970 t/m 12-12-1970 Hitnotering week 6 t/m 10: 04-07-2009 t/m 01-08-2009 | Hitnotering week 1 t/m 5: 14-11-1970 t/m 12-12-1970 Hitnotering week 6 t/m 10: 04-07-2009 t/m 01-08-2009 | Hitnotering week 1 t/m 5: 14-11-1970 t/m 12-12-1970 Hitnotering week 6 t/m 10: 04-07-2009 t/m 01-08-2009 | Hitnotering week 1 t/m 5: 14-11-1970 t/m 12-12-1970 Hitnotering week 6 t/m 10: 04-07-2009 t/m 01-08-2009 | Hitnotering week 1 t/m 5: 14-11-1970 t/m 12-12-1970 Hitnotering week 6 t/m 10: 04-07-2009 t/m 01-08-2009 | Hitnotering week 1 t/m 5: 14-11-1970 t/m 12-12-1970 Hitnotering week 6 t/m 10: 04-07-2009 t/m 01-08-2009 | Hitnotering week 1 t/m 5: 14-11-1970 t/m 12-12-1970 Hitnotering week 6 t/m 10: 04-07-2009 t/m 01-08-2009 |
| Week | 1 | 2 | 3 | 4 | 5 | | 6 | 7 | 8 | 9 | 10 | |
| --- | --- | --- | --- | --- | --- | --- | --- | --- | --- | --- | --- | --- |
| Nummer                                                                                                   | 24 | 24 | 20 | 18 | 20 | uit | 76 | 71 | 62 | 94 | 88 | uit |

## Mariah Carey
De Amerikaanse zangeres Mariah Carey deed in 1992 een MTV Unplugged sessie, waar ze samen met haar eveneens Amerikaanse achtergrondzanger Trey Lorenz I'll Be There coverde. Het was de eerste keer dat Carey live zou optreden. Het optreden beviel het publiek zo goed, dat Carey besloot om de hele sessie als ep uit te brengen en I'll Be There als single. Dit heeft Carey geen windeieren gelegd, want het was internationaal in vele hitlijsten te vinden. Het stond zelfs op de eerste plaats in de Verenigde Staten, Nieuw-Zeeland en in beide hitlijsten van Nederland. In Vlaanderen kwam het tot de vierde plek. Het werd genomineerd voor twee Grammy Awards; voor Best R&B Performance by a Duo or Group with Vocals en voor Best R&B Song. Het won geen van beide.

### Hitnotering

#### Nederlandse Top 40
| Hitnotering: 04-07-1992 t/m 26-09-1992 | Hitnotering: 04-07-1992 t/m 26-09-1992 | Hitnotering: 04-07-1992 t/m 26-09-1992 | Hitnotering: 04-07-1992 t/m 26-09-1992 | Hitnotering: 04-07-1992 t/m 26-09-1992 | Hitnotering: 04-07-1992 t/m 26-09-1992 | Hitnotering: 04-07-1992 t/m 26-09-1992 | Hitnotering: 04-07-1992 t/m 26-09-1992 | Hitnotering: 04-07-1992 t/m 26-09-1992 | Hitnotering: 04-07-1992 t/m 26-09-1992 | Hitnotering: 04-07-1992 t/m 26-09-1992 | Hitnotering: 04-07-1992 t/m 26-09-1992 | Hitnotering: 04-07-1992 t/m 26-09-1992 | Hitnotering: 04-07-1992 t/m 26-09-1992 | Hitnotering: 04-07-1992 t/m 26-09-1992 |
| Week                                   | 1                                      | 2                                      | 3                                      | 4                                      | 5                                      | 6                                      | 7                                      | 8                                      | 9                                      | 10                                     | 11                                     | 12                                     | 13                                     |                                        |
| -------------------------------------- | -------------------------------------- | -------------------------------------- | -------------------------------------- | -------------------------------------- | -------------------------------------- | -------------------------------------- | -------------------------------------- | -------------------------------------- | -------------------------------------- | -------------------------------------- | -------------------------------------- | -------------------------------------- | -------------------------------------- | -------------------------------------- |
| Nummer                                 | 24                                     | 6                                      | 2                                      | 1                                      | 1                                      | 3                                      | 3                                      | 3                                      | 3                                      | 4                                      | 7                                      | 16                                     | 32                                     | uit                                    |

#### Nationale Top 100
| Hitnotering: 04-07-1992 t/m 17-10-1992 | Hitnotering: 04-07-1992 t/m 17-10-1992 | Hitnotering: 04-07-1992 t/m 17-10-1992 | Hitnotering: 04-07-1992 t/m 17-10-1992 | Hitnotering: 04-07-1992 t/m 17-10-1992 | Hitnotering: 04-07-1992 t/m 17-10-1992 | Hitnotering: 04-07-1992 t/m 17-10-1992 | Hitnotering: 04-07-1992 t/m 17-10-1992 | Hitnotering: 04-07-1992 t/m 17-10-1992 | Hitnotering: 04-07-1992 t/m 17-10-1992 | Hitnotering: 04-07-1992 t/m 17-10-1992 | Hitnotering: 04-07-1992 t/m 17-10-1992 | Hitnotering: 04-07-1992 t/m 17-10-1992 | Hitnotering: 04-07-1992 t/m 17-10-1992 | Hitnotering: 04-07-1992 t/m 17-10-1992 | Hitnotering: 04-07-1992 t/m 17-10-1992 | Hitnotering: 04-07-1992 t/m 17-10-1992 | Hitnotering: 04-07-1992 t/m 17-10-1992 |
| Week                                   | 1                                      | 2                                      | 3                                      | 4                                      | 5                                      | 6                                      | 7                                      | 8                                      | 9                                      | 10                                     | 11                                     | 12                                     | 13                                     | 14                                     | 15                                     | 16                                     |                                        |
| -------------------------------------- | -------------------------------------- | -------------------------------------- | -------------------------------------- | -------------------------------------- | -------------------------------------- | -------------------------------------- | -------------------------------------- | -------------------------------------- | -------------------------------------- | -------------------------------------- | -------------------------------------- | -------------------------------------- | -------------------------------------- | -------------------------------------- | -------------------------------------- | -------------------------------------- | -------------------------------------- |
| Nummer                                 | 61                                     | 16                                     | 3                                      | 1                                      | 1                                      | 1                                      | 2                                      | 2                                      | 3                                      | 4                                      | 10                                     | 14                                     | 22                                     | 44                                     | 60                                     | 94                                     | uit                                    |

#### NPO Radio 2 Top 2000
| Nummer met noteringen in de NPO Radio 2 Top 2000 | '99 | '00  | '01-'03 | '04  |
| ------------------------------------------------ | --- | ---- | ------- | ---- |
| I'll Be There                                    | 789 | 1033 | -       | 1897 |

1. ↑  Een '-' betekent dat het nummer niet was genoteerd en een vetgedrukt getal geeft de hoogste notering aan.
2. ↑  Deze tabel is bijgewerkt tot en met de meest recente editie (2024).